# Émile de Neve de Roden
Émile Édouard Marie Ghislain, baron de Neve de Roden, né le 15 décembre 1840 à Gand et mort le 24 janvier 1915 à Waesmunster fut un homme politique belge catholique.
De 1889 à 1890, avec sa femme Emma de Bueren, il fait construire à Waesmunster un nouveau château Blauwendael, selon un projet de Jozef De Waele (de Gand).
Il fut conseiller communal et bourgmestre de Waesmunster; sénateur de l'arrondissement de Termonde-Saint-Nicolas (1911-mort) en suppléance de Adolphe Christyn de Ribaucourt, décédé.
Il fut créé baron en 1909.

## Généalogie
- Il est le fils de Victor (1810-1882) et d'Euphrasie van den Hecke (1812-1888).
- Il épouse en 1871 Emma de Bueren (1847-1919).
  - Ils eurent deux fils : Roger (1872-1919) et Maximilien (1878-1952).

## Sources
- Bio sur ODIS